# Pingasa chloroides
Pingasa chloroides är en fjärilsart som beskrevs av Anthony C. Galsworthy 1998. Pingasa chloroides ingår i släktet Pingasa och familjen mätare. Inga underarter finns listade i Catalogue of Life.